# فاجعه (فیلم ۲۰۲۳)
فاجعه زیبا(انگلیسی: Beautiful Disaster) یک فیلم درام رمانتیک آمریکایی محصول سال ۲۰۲۳ به کارگردانی راجر کومبل و نویسندگی مشترک کومبل و جیمی مک گوایر است که بر اساس رمان بزرگسالان جدید مک گوایر با همین نام در سال ۲۰۱۱ ساخته شده‌است.

## بازیگران
- دیلن اسپروس در نقش تراویس مدوکس
- ویرجینیا گاردنر در نقش ابی آبرناتی
- پاییز ریزر در نقش پروفسور فلدر
- لیبه بارر در نقش میسون آمریکا
- مایکل کادلیتز در نقش جیم مدوکس
- برایان آستین گرین در نقش میک آبرناتی
- آستین نورث در نقش شپلی مدوکس
- راب استس در نقش بنی
- ساموئل لارسن در نقش جسی ویوروس
- جک هسکث در نقش ترنتون مدوکس
- تروور ون اودن در نقش توماس مدوکس
- میکی دارتفورد در نقش تایلر مدوکس
- آکشی کومار در نقش آدام
- نیل بیشاپ در نقش پارکر هیز
- دکلن مایکل لرد در نقش تیلور مدوکس

## تولید
در سال ۲۰۱۲، برادران وارنر قصد ساخت این فیلم را داشتند اما این پروژه هرگز توسعه پیدا نکرد و گزینه برادران وارنر در ۱۳ می ۲۰۱۴ به پایان رسید. در سال ۲۰۲۰، ولتاژ پیکچرز آن را انتخاب کرد، تولید آن در سال ۲۰۲۱ با کارگردانی راجر کومبل آغاز شد و دیلن اسپروس، راب استس و ویرجینیا گاردنر بازیگران آن بودند.
این پروژه به دلیل اظهارات جنجالی مک گوایر و دیدگاه‌های سیاسی راست افراطی، انتقاد عمومی قابل توجهی را دریافت کرد.

## انتشار
این فیلم ۱۲ آوریل ۲۰۲۳ توسط ولتیج پیکچرز اکران شد.